# Dorcadion preissi
Dorcadion preissi är en skalbaggsart som beskrevs av Lucas Friedrich Julius Dominikus von Heyden 1894. Dorcadion preissi ingår i släktet Dorcadion och familjen långhorningar. Inga underarter finns listade i Catalogue of Life.